# Rodrigo Alborno
Rodrigo Alborno Ortega (Asunción, 12 agosto 1993) è un calciatore paraguaiano con passaporto italiano, difensore o centrocampista dello Sp. Luqueño.
È soprannominato Rorro.

## Caratteristiche tecniche
Esterno sinistro di centrocampo tecnico, veloce e di personalità, ha una buona propensione offensiva ed un potente tiro dalla media distanza. Con la Primavera dell'Inter ha giocato anche come terzino sinistro. Nel suo repertorio ci sono i calci da fermo che esegue sia di potenza sia cercando di piazzare il pallone. Era considerato una promessa del calcio paraguaiano.

## Carriera

### Club

#### Libertad
Proveniente da una famiglia di sportivi, cresce calcisticamente nell'Atlántida. Ancora giovanissimo viene ingaggiato dal Libertad, una delle squadre della sua città natale. Nel 2010, appena sedicenne, fa il suo esordio in prima squadra e nell'arco della stagione, scende in campo molteplici volte da titolare in campionato ed in Coppa Libertadores.

#### Inter ed i prestiti a Novara e Cittadella
Il 9 giugno 2011 svolge le visite mediche con la società italiana dell'Inter. Inizia ad allenarsi con la squadra dal 21 luglio. Essendo minorenne e proveniente da una squadra extra-europea, per firmare un contratto da giocatore professionista ha dovuto attendere il compimento del suo diciottesimo anno di età per divenire a tutti gli effetti un nuovo giocatore della squadra nerazzurra. L'annuncio ufficiale del suo ingaggio arriva il 18 agosto; contestualmente viene reso noto che il paraguaiano viene aggregato alla formazione Primavera del club.
Con la Primavera nerazzurra partecipa alla prima edizione della NextGen Series, un torneo a livello europeo equivalente giovanile della Champions League. Nella finale contro l'Ajax segna uno dei rigori con i quali la squadra nerazzurra batte 6-5 la formazione olandese, aggiudicandosi il trofeo. Nella stessa stagione conquista il Campionato Primavera 2011-2012, giocando titolare la finale vinta 3-2 contro la Lazio. Ma il contributo di Alborno, spostato lungo la corsia sinistra tra difesa e centrocampo, non è così significativo; ragion per cui l'Inter decide di cedere il giocatore in prestito al Novara, per valutarne i progressi nell'ambito del campionato cadetto.
Il 14 luglio 2012 passa al Novara con la formula del prestito con opzione sulla compartecipazione. In seguito il ds dei piemontesi Giaretta ha dichiarato che il giocatore è arrivato in prestito con diritto di riscatto e controriscatto. Le cose non migliorano molto, gli spazi per il giovane Rodrigo sono ridottissimi, tanto che a gennaio si decide per un ritorno alla casa madre e, il 31 gennaio 2013, dopo solo 5 presenze in prima squadra, Alborno fa ufficialmente ritorno all'Inter.
Il 12 luglio 2013 viene ceduto in prestito al Cittadella in Serie B. Segna il suo primo gol in Italia il 4 ottobre 2013, al 73' di Carpi-Cittadella (0-1). Nella formazione veneta Rodrigo dà il meglio di sé, risultando tra i titolari e mettendo a segno anche due reti.
Ma, tornato a Milano nell'estate 2014, non c'è più nessuno disposto a scommettere sull'esplosione di Alborno. Nelle stagioni 2014-2015 e 2015-2016 risulta in forza all'Inter, senza peraltro essere inserito ufficialmente nella rosa di prima squadra. Un biennio in cui l'unica cosa certa è la completa esclusione da ogni piano tecnico della squadra.
Nell'estate del 2016 si svincola dall'Inter e decide quindi di far ritorno al Libertad.

## Statistiche

### Presenze e reti nei club
Statistiche aggiornate al 16 marzo 2024.
| Stagione           | Squadra            | Campionato         | Campionato | Campionato | Coppe nazionali | Coppe nazionali | Coppe nazionali | Coppe continentali | Coppe continentali | Coppe continentali | Altre coppe | Altre coppe | Altre coppe | Totale | Totale |
| Stagione           | Squadra            | Comp               | Pres       | Reti       | Comp            | Pres            | Reti            | Comp               | Pres               | Reti               | Comp        | Pres        | Reti        | Pres   | Reti   |
| ------------------ | ------------------ | ------------------ | ---------- | ---------- | --------------- | --------------- | --------------- | ------------------ | ------------------ | ------------------ | ----------- | ----------- | ----------- | ------ | ------ |
| 2010               | Libertad           | DP                 | 15         | 2          | -               | -               | -               | CL                 | 4                  | 0                  | -           | -           | -           | 19     | 2      |
| 2011               | Libertad           | DP                 | 5          | 0          | -               | -               | -               | CL                 | 0                  | 0                  | -           | -           | -           | 5      | 0      |
| 2011-2012          | Inter              | A                  | 0          | 0          | CI              | 0               | 0               | UCL                | -                  | -                  | SI          | -           | -           | 0      | 0      |
| 2012-gen. 2013     | Novara             | B                  | 3          | 0          | CI              | 2               | 0               | -                  | -                  | -                  | -           | -           | -           | 5      | 0      |
| gen.-giu. 2013     | Inter              | A                  | 0          | 0          | CI              | 0               | 0               | UEL                | -                  | -                  | -           | -           | -           | 0      | 0      |
| Totale Inter       | Totale Inter       | Totale Inter       | 0          | 0          |                 | 0               | 0               |                    | -                  | -                  |             | -           | -           | 0      | 0      |
| 2013-2014          | Cittadella         | B                  | 26         | 2          | CI              | 1               | 0               | -                  | -                  | -                  | -           | -           | -           | 27     | 2      |
| gen.-giu. 2017     | Libertad           | DP                 | 2          | 0          | -               | -               | -               | CL                 | 0                  | 0                  | -           | -           | -           | 2      | 0      |
| giu.-dic 2017      | Dep. Capiatá       | DP                 | 15         | 1          | -               | -               | -               | -                  | -                  | -                  | -           | -           | -           | 15     | 1      |
| 2018               | Libertad           | DP                 | 10         | 1          | -               | -               | -               | CL                 | 3                  | 1                  | -           | -           | -           | 13     | 2      |
| gen.-giu. 2019     | Libertad           | DP                 | 0          | 0          | -               | -               | -               | CL                 | 0                  | 0                  | -           | -           | -           | 0      | 0      |
| Totale Libertad    | Totale Libertad    | Totale Libertad    | 32         | 3          |                 | -               | -               |                    | 7                  | 1                  |             | -           | -           | 39     | 4      |
| giu.-dic 2019      | Guaraní            | DP                 | 2          | 0          | -               | -               | -               | -                  | -                  | -                  | -           | -           | -           | 2      | 0      |
| 2020               | River Plate        | DP                 | 15         | 1          | -               | -               | -               | CS                 | 2                  | 0                  | -           | -           | -           | 17     | 1      |
| 2021               | Guaireña           | DP                 | 25         | 2          | -               | -               | -               | -                  | -                  | -                  | -           | -           | -           | 25     | 2      |
| gen.-lug. 2022     | 12 de Octubre      | DP                 | 6          | 0          | -               | -               | -               | -                  | -                  | -                  | -           | -           | -           | 6      | 0      |
| lug.-dic. 2022     | Sol de América     | DP                 | 15         | 0          | -               | -               | -               | -                  | -                  | -                  | -           | -           | -           | 15     | 0      |
| gen.-giu. 2023     | Guaireña           | DP                 | 17         | 1          | -               | -               | -               | -                  | -                  | -                  | -           | -           | -           | 17     | 1      |
| Totale Guaireña    | Totale Guaireña    | Totale Guaireña    | 42         | 3          |                 | -               | -               |                    | -                  | -                  |             | -           | -           | 42     | 3      |
| giu.-dic. 2023     | Sp. Luqueño        | DP                 | 9          | 0          | -               | -               | -               | -                  | -                  | -                  | -           | -           | -           | 9      | 0      |
| 2024               | Sp. Luqueño        | DP                 | 3          | 0          | -               | -               | -               | -                  | -                  | -                  | -           | -           | -           | 3      | 0      |
| Totale Sp. Luqueño | Totale Sp. Luqueño | Totale Sp. Luqueño | 12         | 0          |                 | -               | -               |                    | -                  | -                  |             | -           | -           | 12     | 0      |
| Totale carriera    | Totale carriera    | Totale carriera    | 168        | 10         |                 | 3               | 0               |                    | 9                  | 1                  |             | -           | -           | 180    | 11     |

## Palmarès

### Club

#### Competizioni giovanili
- NextGen Series: 1

Inter: 2011-2012
- Campionato Primavera: 1

Inter: 2011-2012